# IV. Montuhotep
IV. Montuhotep (Nebtauiré) az ókori egyiptomi XI. dinasztia utolsó uralkodója volt. Körülbelül i. e. 2001 és 1994 között uralkodott. A torinói királylistán neve nem szerepel, de uralkodása beleillik abba a hét éves időszakba, amelyikhez nem említ uralkodót a lista.
Feltételezések szerint utóda, Amenemhat vagy uszurpálta a trónt, vagy azután szerezte meg, hogy IV. Montuhotep gyermektelenül meghalt. Jelenleg nincs régészeti vagy írásos bizonyíték arra, hogy vezírje letaszította a trónról Montuhotepet, ahogy arra sem, hogy Montuhotep Amenemhatot választotta volna utódjának. Montuhotepnek sem sírja, sem múmiája nem került elő.

## Említései
Első uralkodási évében említik nevét a Vádi el-Hudi sziklafeliratai, ahová egy bizonyos Antef expedíciót vezetett. A Vörös-tenger partján fekvő Ain Szukhnában, Szueztől kicsivel délre is ismert egy felirata. Ezek a hely voltak a Sínai-félszigetre induló expedíciók kikötői.
A második uralkodási évéből a Vádi Hammamátból ismertek feliratai, melyeket vezírje, Amenemhat vésetett. A vezír vezette az ide induló expedíciót, melynek célja az volt, hogy szarkofágról gondoskodjanak az uralkodó számára.
A feliratok beszámolnak a tervezett szed-ünnepről és az úgynevezett „gazellacsodáról”: egy gazella az expedíció egybegyűlt tagjai előtt lefeküdt arra a kőre, amelyet a király szarkofágjához szántak, és megszülte kicsinyét. A feliratok a király teljes titulatúráját felsorolják. A feliratok megemlítik anyját, Imit (akinek egyetlen címe „a király anyja”, királynéi címet nem visel, így Montuhotep valószínűleg nem volt királyi származású), valamint Neszumontut, aki később segített I. Amenemhat hatalma megszilárdításában. A Vádi el-Hudiban talált feliratok a második uralkodási évig folytatódnak.
List északi részén került elő egy tál, melyet Dendera úrnője (Hathor) számára készítettek, és melynek külső felén Montuhotep, belső felén utódja, I. Amenemhat neve szerepel. Mivel a két felirat különböző stílusban készült, Dorothea Arnold feltételezte, hogy Amenemhat nevét egy korábbi edényre írták rá, melyen eredetileg csak Montuhotep neve szerepelt, és az edényt Amenemhat talán Thébából Itj-tauiba költözésekor vitte magával, Jánosi Péter azonban bebizonyította, hogy a tálon nem IV. Montuhotepet említik; a fennmaradt titulatúra inkább II. Montuhotepé lehet.
Az ásatásoknál cserép- vagy csempedarabokat is találtak. Ezek I. Amenemhat piramisának sarkainál kerültek elő, és Herbert E. Winlock először nem tudta megfejteni a rajtuk lévő feliratokat, így William C. Hayes azonosította rajtuk Montuhotep nevét. A csempe fajanszborítású, a hieroglif felirat berakással készült. Nem biztos, hogy IV. Montuhotepet említi.
Emellett szkarabeuszok és pecsétek is előkerültek, egyikük Haragehből, a Fajjúm-oázis bejáratától, ennek egyik oldalán kártusban csigavonal, a másikon a Nebtauiré név. Hall és Petrie további darabokat is felsorolt. Ezekről a darabokról Stock stilisztikailag és lelőhelyük alapján  megpróbálta bebizonyítani, hogy korabeliek és ugyanezt az uralkodót említik. Berman és Simpson ideszámítanak két további darabot is, melyeket a kairói Egyiptomi Múzeumban találhatóak (Journal d'entrée 83670, 85232 (ASAE, XLI (1942), 222). Ezek azonban nem Nebtauirére, az uralkodóra vonatkoznak, hanem a neb taui Ré, „Ré a Két Föld ura” szöveget tartalmazzák, és az Újbirodalom korából származnak.
Eduard Meyer említ egy töredéket Deir el-Bahariból, forrásnak Edouard Naville-t adja meg.

### Királylistákon
A szakkarai és abüdoszi királylistán Nebtauiré nevét nem említik; Szanhkarét közvetlenül I. Amenemhat követi. A karnaki királylistán, melyet III. Thotmesz idején állítottak össze, a 6. helyen szereplő Nebhotepré és a 7. helyen lévő Szenoferkaré után, a 8. helyen egy bizonyos […]ta[…] szerepel. Ezt általában Nebtauiréként rekonstruálják, bár elképzelhető a Szanhibtaui olvasat is, mert a szöveg elég pontatlan; a 7. számnál írnoki hiba is szerepelhet Szanhkaré neve helyett. Szintén lehetséges, hogy írnoki hiba, hogy csak két uralkodási évet írnak mellé, a legtöbb helyen azonban öt vagy hét „üres évet” is hozzátesznek, melyeket a torinói királylista említ.
Karnakban azonban előkerült egy másik töredék is, egy I. Amenhotep kori királylistából. Ezen Szanhkaré és I. Amenemhat között egy Szenuszert nevű isteni atya szerepel. Ez feltételezésekre ad okot a torinói papiruszon szereplő „üres évekkel” kapcsolatban.

## Lehetséges ellenkirályok Núbiában
Az ország egyesítése IV. Montuhotep alatt még nem zajlott le teljes egészében. Főleg Alsó-Núbiát jellemezte még ellenállás, ahol több, valószínűleg helyi uralkodó neve is kártusban szerepel:
- In(tef) (Ini, Kaikaré, Hór Szenofertaui)
- Iibhentré (Hór Geregtaui)
- Szegerszeni (Menehkaré)

## Kutatástörténete
James Burton szerzett először tudomást Nebtauiré létezéséről, majd a 19. század közepén Karl Richard Lepsius expedíciója talált további, róla szóló feliratokra. Az első feliratokra a Vádi Hammamátban bukkantak rá.
Elsőre nem volt tisztázott, Nebtauiré hányadik a Montuhotepek sorában. Mivel királylisták nem említik, eleinte Nebhotepré és Szanhkaré elődjének tartották. Mivel azonban hadjáratára Menat Hufuból is tudott embereket toborozni, csak azután uralkodhatott, hogy Nebhotepré egyesítette az országot. Vezírét, Amenit azonosították az utána uralkodó I. Amenemhattal, ami megoldotta a kérdést. A kezdeti bizonytalanságot tükrözik James H. Breasted publikációi: History of Egypt című, 1905-ös művében a gazellacsodáról beszámoló feliratot még Szanhkarénak tulajdonítja, de ezt már műve angol fordításában és egy további írásában is javítja.
Sokáig neki tulajdonítottak egy konosszói feliratot, de Simpson bebizonyította, hogy a felirat valójában Nebhotepréé. A konosszói felirat nagyban kihatott Nebtauiré Montuhotep megítélésére: korábban jelentősnek tartották, amiért sok nagy hadjáratot volt képes indítani, ma azonban gyenge uralkodónak tartják, akit sokkal erősebb vezíre letaszított a trónról.
Murnane a listi lelet alapján feltételezte, hogy Nebtauiré és I. Amenemhat társuralkodók voltak, de már Berman megjegyezte, hogy ez ellentétben áll von Becjerath feltételezésével, amely szerint Amenemhat trónra léptekor más nevet vett fel, ugyanis a leleten nevének szokásos formája szerepel. megjegyezve, hogy ez ellentmond Beckerath sejtésének.
Winlock feltételezése szerint a királyi udvar talán már Nebtauiré uralkodása alatt átköltözött Thébából Itj-Tauiba.

## Név, titulatúra
A fáraók titulatúrájának magyarázatát és történetét lásd az Ötelemű titulatúra szócikkben.
| G5 |

| G5 |

| V30 · N18 · N18 |

| V30 · N18 · N18 |

| V30 · N18 · N18 |

| V30 · N18 · N18 |

| G5 |

| G5 |

| V30 · N18 · N18 |

| V30 · N18 · N18 |

| V30 · N18 · N18 |

| V30 · N18 · N18 |

| G16 |

| G16 |

| V30 · N18 · N18 |

| V30 · N18 · N18 |

| G16 |

| G16 |

| V30 · N18 · N18 |

| V30 · N18 · N18 |

| G8 |

| G8 |

| R8 | R8 | R8 | S12 |

| R8 | R8 | R8 | S12 |

| G8 |

| G8 |

| R8 | R8 | R8 | S12 |

| R8 | R8 | R8 | S12 |

| M23 | L2 |

| M23 | L2 |

| ra · nb | N18 · N18 |

| ra · nb | N18 · N18 |

| ra · nb | N18 · N18 |

| ra · nb | N18 · N18 |

| ra · nb | N18 · N18 |

| ra · nb | N18 · N18 |

| ra · nb | N18 · N18 |

| ra · nb | N18 · N18 |

| M23 | L2 |

| M23 | L2 |

| ra · nb | N18 · N18 |

| ra · nb | N18 · N18 |

| ra · nb | N18 · N18 |

| ra · nb | N18 · N18 |

| ra · nb | N18 · N18 |

| ra · nb | N18 · N18 |

| ra · nb | N18 · N18 |

| ra · nb | N18 · N18 |

| G39 | N5 | \| \| |
|     |    |       |

|  |

| G39 | N5 | \| \| |
|     |    |       |

|  |

| mn · n · T | w | Htp · t · p |

| mn · n · T | w | Htp · t · p |

| mn · n · T | w | Htp · t · p |

| mn · n · T | w | Htp · t · p |

| mn · n · T | w | Htp · t · p |

| mn · n · T | w | Htp · t · p |

| mn · n · T | w | Htp · t · p |

| mn · n · T | w | Htp · t · p |

| G39 | N5 | \| \| |
|     |    |       |

|  |

| G39 | N5 | \| \| |
|     |    |       |

|  |

| mn · n · T | w | Htp · t · p |

| mn · n · T | w | Htp · t · p |

| mn · n · T | w | Htp · t · p |

| mn · n · T | w | Htp · t · p |

| mn · n · T | w | Htp · t · p |

| mn · n · T | w | Htp · t · p |

| mn · n · T | w | Htp · t · p |

| mn · n · T | w | Htp · t · p |

## Fordítás
- Ez a szócikk részben vagy egészben  a   Mentuhotep IV című angol Wikipédia-szócikk ezen változatának fordításán alapul.  Az eredeti cikk szerkesztőit annak laptörténete sorolja fel. Ez a jelzés csupán a megfogalmazás eredetét és a szerzői jogokat jelzi, nem szolgál a cikkben szereplő információk forrásmegjelöléseként.
- Ez a szócikk részben vagy egészben  a   Mentuhotep IV. című német Wikipédia-szócikk ezen változatának fordításán alapul.  Az eredeti cikk szerkesztőit annak laptörténete sorolja fel. Ez a jelzés csupán a megfogalmazás eredetét és a szerzői jogokat jelzi, nem szolgál a cikkben szereplő információk forrásmegjelöléseként.